# Corowa
Corowa est une ville australienne située dans la zone d'administration locale de Federation en Nouvelle-Galles du Sud. La population s'élevait à 5 482 habitants en 2016.
Établie sur le Murray, en face de la ville de Wahgunyah sur la rive victorienne, la ville est située dans la Riverina, à 610 km de Sydney et à 210 km de Melbourne.
Après avoir été le chef-lieu d'un comté, elle devient en 2016 celui du conseil de Federation
Corowa possède un aéroport (code AITA : CWW).